# Siriusmo
Siriusmo, de son vrai nom Moritz Friedrich, né et vivant à Berlin, est un compositeur de musique électronique et réalisateur artistique allemand. Il est aussi peintre, graphiste et illustrateur. 

## Biographie
Moritz Friedrich commence la musique dans un groupe du nom de Sirius. Après avoir quitté celui-ci, il reprend ce nom pour son pseudonyme, en rajoutant à la fin le « mo » de son prénom. Passionné de vieux claviers et synthétiseurs (Rhodes, orgue électronique Wurlitzer, Korg Trident (son instrument préféré), Mini Korg (rarement utilisé), vieil orgue électronique Heimorgel...), il se lance donc en solo, utilisant des logiciels de MAO et échantillonneurs (Cubase utilisé sur l'ordinateur Atari, Battery de Native Instruments (échantillonneur virtuel spécialisé dans les percussions), Kontakt, E-mu EMAX II, E-mu ESI-4000 Digital Sampler...) ainsi que des plugins (L2 Ultramaximizer, Sugar-Bytes...), mais il n'utilise pas de synthétiseurs virtuels VST. Réputé timide, il donne très peu d'interviews et ses prestations live sont tout aussi rares,. Concernant ses morceaux, il déclare : « On each record there is one song that I still like, the rest - unfortunately - is shit (À chaque nouvelle sortie, il n'y a qu'une chanson qui me plaît encore, le reste - malheureusement - est nul) ».
En dehors de la musique, Moritz Friedrich vit aussi de la peinture et des illustrations en répondant à des commandes,. Il a notamment fait le dessin de la pochette du premier album du groupe Moderat.
Il sort son premier EP, Ne me quitte pas, sur le label Mad Benton Records en 2000. Il produit ensuite sur de nombreux labels. Proche de Jan Driver, de Boys Noize et du duo Modeselektor, Moritz Friedrich a sorti, depuis 2004, des singles et EPs sur le label du premier, Grand Petrol Recordings, puis un premier mini-album Diskoding sur Boysnoize Records en 2008. En 2009, il signe un EP The Uninvited Guest, puis sort son premier album Mosaik en 2011 sur le label du duo Monkeytown Records. Il a gardé le contact avec tous ces musiciens/producteurs, qui sont aussi ses amis et continue de travailler pour eux ainsi que pour les autres labels.
Le genre de musique électronique qu'il fournit est un mélange de styles à l'intersection de la techno, la house, le hip-hop et le dubstep.
Outre ses productions musicales personnelles, il est l'auteur d'une multitude de remixes, notamment pour Gossip, Digitalism, Boys Noize et Simian Mobile Disco.
Après avoir sorti le mini-album Diskoding le 25 février 2008 et l'album Mosaïk le 25 février 2011. Monkeytown Records annonce ensuite la sortie de Siriusmo Enthusiast pour le 14 juin 2013, un album de treize titres dont trois d'ores et déjà connus, puisqu'ils étaient parus sur l'EP Dr Beak's Rantanplant, mais légèrement retouchés.
Il produira sur l'album All Wet de Quentin Dupieux, la chanson All Wet en 2016.

## Discographie

### Compilations
- 2010 : Das Geheimnis - Monkeytown Records (de la compilation Modeselektor Proudly Presents Modeselektion Vol. 01)
- 2011 : I Like my Voice - Boysnoize Records (de la compitation Boysnoize Presents Super Acid)
- 2011 : Idiot - Ed Banger Records (de la compilation Let the Children Techno)
- 2011 : Pearls & Embarrassments 2000 - 2010 - Monkeytown Records (Compilation regroupant presque tous les titres des EPs, maxis et singles sortis sur plusieurs labels et 8 inédits)

- 2012 : Modern Talk - Monkeytown Records (de la compilation Modeselektor Proudly Presents Modeselektion Vol. 02)

### Remixes
- 2002 : Flash and Gorden - Ich Denk Nicht Immer (Motor Music)
- 2003 : Los Fancy Free - Voltage is OK (Noiselab)
- 2004 : Bomfunk MC's - Hypnotic (avec Jan Driver) (Polydor)
- 2004 : Ben Mono - Protection (Compost Records)
- 2004 : Shine - Popbitch
- 2005 : Chikinki - Ether Radio (avec Jan Driver) (Kitty-Yo)
- 2005 : Christian Bruhn - Lass Uns Fliegen (Let Us Fly) (Colosseum Schallplatten)
- 2005 : Christian Bruhn - Planet Der Kranken (Planet of Sick People) (Colosseum Schallplatten)
- 2005 : Louie Austen - Heaven (avec Jan Driver) (Zeitgeist)
- 2006 : Modeselektor - Silikon (Bpitch Control)
- 2006 : Jan Driver - Bullthug (Grand Petrol Recordings)
- 2006 : Jan Driver - Bullfrog (Grand Petrol Recordings)
- 2007 : Jahcoozi - Double Barell Name (Sugarcane Recordings)
- 2007 : Simian Mobile Disco - It's the Beat (Wichita)
- 2007 : Yelle - Les Femmes (EMI, paru sur l'édition "Deluxe" de l'album Pop-up)
- 2008 : Boys Noize - & Down (avec Boys Noize) (Boysnoize Records)
- 2008 : David Rubato - Circuit (Institubes)
- 2008 : Digitalism - Echoes (Virgin Music)
- 2008 : Housemeister - What You Want (All You Can Beat)
- 2008 : Idiotproof - Gorilla (Made To Play)
- 2008 : Munk - The Rat Race (Gomma)
- 2008 : Sido - Carmen (Extended remix, instrumental remix, a cappella remix) (Aggro Berlin)
- 2008 : The Puppetmastaz - So Scandalous (Discograph)
- 2009 : Adam Freeland - Rock on (Marine Parade)
- 2009 : Bag Raiders - Shooting Stars (Modular Recordings)
- 2009 : Bonaparte - Do You Want to Party (remuched)
- 2009 : Bonaparte - Who Took the Pill (reprise)
- 2009 : Modeselektor - 200007 (Bpitch Control)
- 2009 : Modeselektor - Untitled (50Weapons)
- 2009 : The Shoes feat. Primary 1 - People Movin' (Green United Music)
- 2010 : Chromeo - Night by Night (Atlantic Records, paru sur l'édition "Deluxe" de l'album Business Casual)
- 2010 : Bonaparte - Computer in Love (Staatsakt)
- 2010 : Scissor Sisters - Invisible Lights (Polydor)
- 2010 : Breakbot - Baby I'm Yours (Ed Banger Records)
- 2010 : Clare Maguire - Ain't Nobody (avec Jan Driver) (Polydor)
- 2010 : Gossip - Heavy Cross
- 2010 : Bodi Bill - Tip Toe Walk (Sinnbus)
- 2010 : Vandroid - Master & Slave
- 2011 : Boys Noize - Kontact Me (Boysnoize Records)
- 2011 : Laing - Morgens Immer Mude
- 2011 : Zombie Nation - Chickflick (UKW Records & Publishing)
- 2012 : Jimmy Somerville - Kite (Jess E Musique Ltd)
- 2012 : Icke & ER – Finanzpolka
- 2012 : Taku Inoue – Night Falls (Ending)
- 2012 : Deichkind - Bück Dich Hoch (Vertigo Records)
- 2013 : Der Tourist (feat. Friedrich Liechtenstein) - Supergeil (Greatest Hits International)

### Réalisations artistiques / collaborations
En plus de ses albums, EPs et singles, voici la liste des titres qu'il a réalisé :
- 2004 : avec Jan Driver : Bolt (Groupe composé de Jan Siebert (Jan Driver) et Moritz Friedrich (Siriusmo)) - Here We Cum (single 12"), Grand Petrol Recordings
- 2006 : avec Autotune - Nightshift, Fumakilla (du single 12" Department 1)
- 2006 : avec Die Raketen – Popsong, Freundschaft Musik (du CD single Popsong)
- 2007 : avec Modeselektor - Déboutonner, BPitch Control (de l'album Happy Birthday!)
- 2010 : RQM - Atomic Fusion (du single 7" Colors Fade)
- 2010 : Siriusmoto (Siriusmo Remixed By Marsimoto), Monkeytown Records (offert par téléchargement sur le site de Monkeytown le 24 décembre 2010)
- 2011 : avec Modeselektor - Green Light Go, Monkeytown Records (de l'album Monkeytown)
- 2011 : avec Bodi Bill - I Like Holden Caulfield (feat. Siriusmo), Sinnbus (de l'EP 12" What?)
- 2011 : Jan Driver - Let’s Do It Together, Boysnoize Records (de l'album Amatilda)
- 2012 : Bonaparte - Point & Shoot (feat. Siriusmo), Warner Music Germany (de l'album Sorry, We're Open)
- 2012 : Boys Noize - Conchord (feat. Siriusmo) et Got It (feat. Snoop Dogg), Boysnoize Records (de l'album Out of the Black)
- 2016 : avec Jean-Michel Jarre - Circus feat. Siriusmo sur l'album Electronica 2 - The Heart of Noise.
- 2017 : avec Mr. Oizo - All Wet (featuring Siriusmo) sur l'album All Wet.
- 2017 : avec Bonaparte - In the Wash feat. Siriusmo sur l'album The Return of Stravinsky Wellington.

Note :

Sur l'album de Yelle Safari Disco Club (Barclay, Recreation Center, Universal Music France & V2 Records) sorti en 2011, Moritz Friedrich est indiqué comme réalisateur artistique et compositeur pour les trois titres La musique, Le grand saut et Unillusion alors que ce n'est pas le cas, selon ses propres dires,.